# Christoph Weiditz
Christoph Weiditz, né à Strasbourg en 1498 et mort à Fribourg-en-Brisgau en 1559, est un peintre, médailleur, sculpteur et orfèvre allemand.
Christoph Weiditz est l'un des quatre plus importants médailleurs allemands de la Renaissance, aux côtés de Hans Schwarz (de), Friedrich Hagenauer et Matthes Gebel.

## Biographie

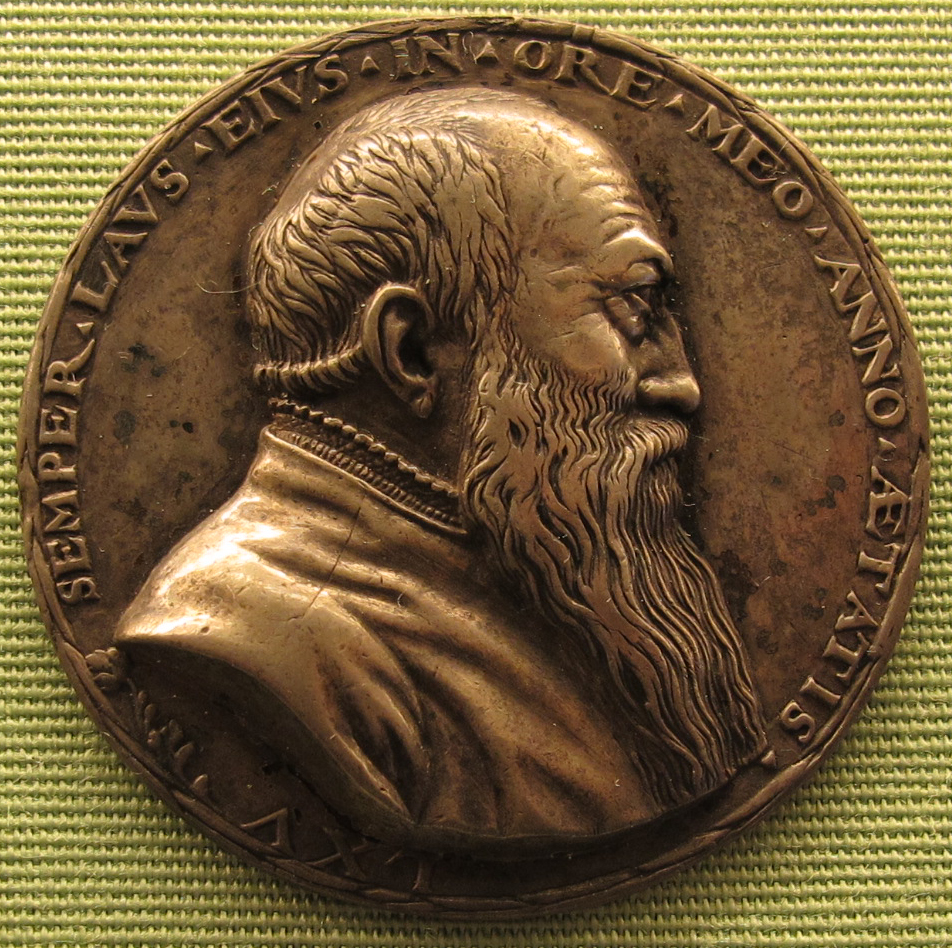
Le Duc de Saxe Georges de Saxe, dit le Barbu (1537).

Christoph Weiditz est vraisemblablement un fils du sculpteur Hans Wydyz (de) et le frère du graveur Hans Weiditz (de), cependant ces liens de parenté restent incertains.[réf. nécessaire]
L'artiste vit une grande partie de sa vie à Strasbourg et à Augsbourg. Il y réalise de petites sculptures et surtout des médailles de portrait, dont 117 sont encore connues aujourd'hui.
Entre 1528 et 1529, Christoph Weiditz se rend en Espagne et a probablement séjourné à la cour impériale de Charles Quint.
Il réalise son Trachtenbuch (de) (recueil de costumes) grâce aux premières descriptions des Indiens et des joueurs de balle aztèques faites par Hernán Cortés, revenu à cette époque des Amériques. Ce recueil de 154 dessins colorés constitue l'un des tout premiers récits de voyage. Ce manuscrit est conservé à Nuremberg, au Germanisches Nationalmuseum, sous la cote Hs. 22474.

Dessins de Christoph Weiditz extraits du Recueil de costumes, Nuremberg, Germanisches Nationalmuseum.
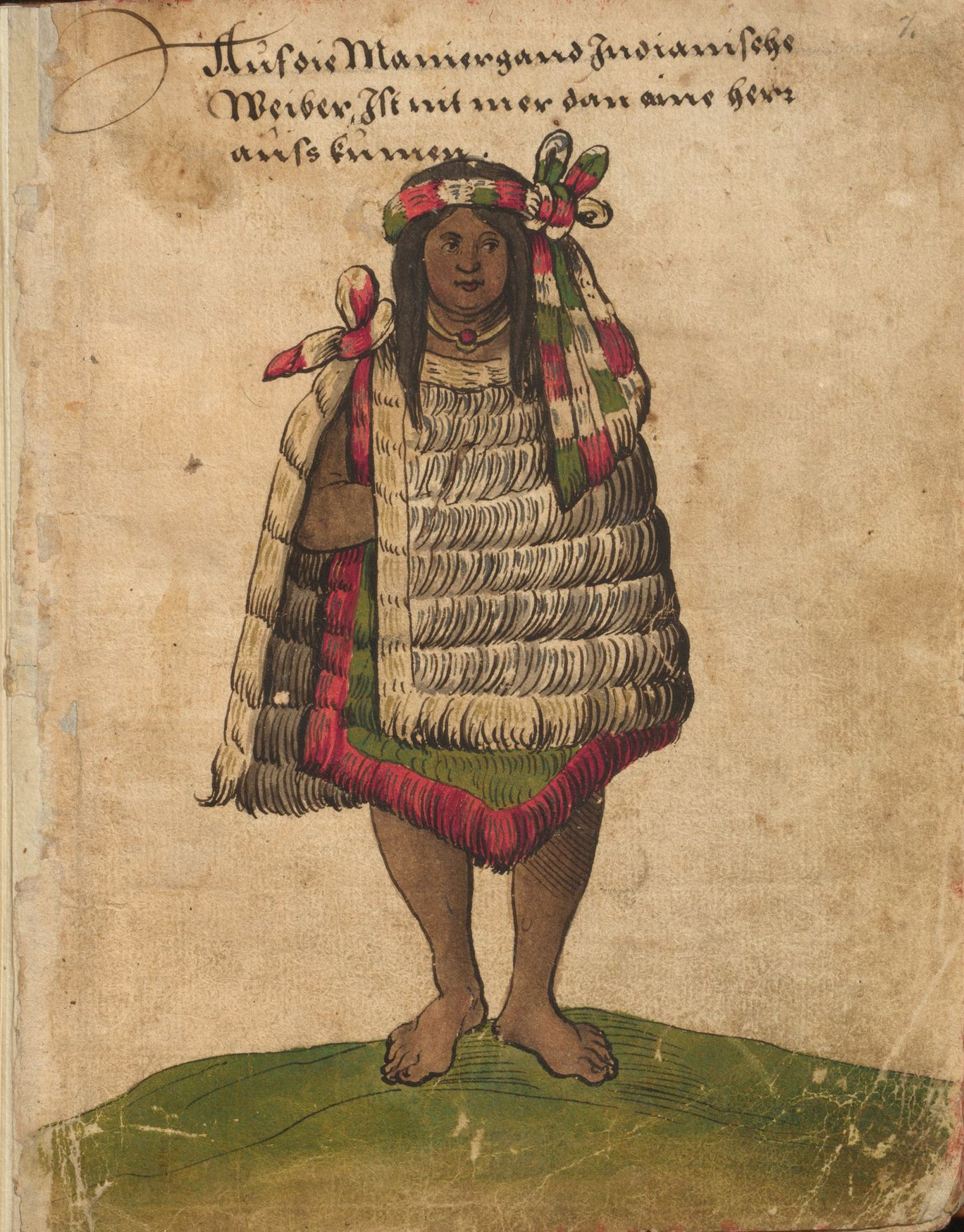
Auf die Manier gand Indianische Weiber, Ist nit mer dan aine herrauss kumen. p. 1
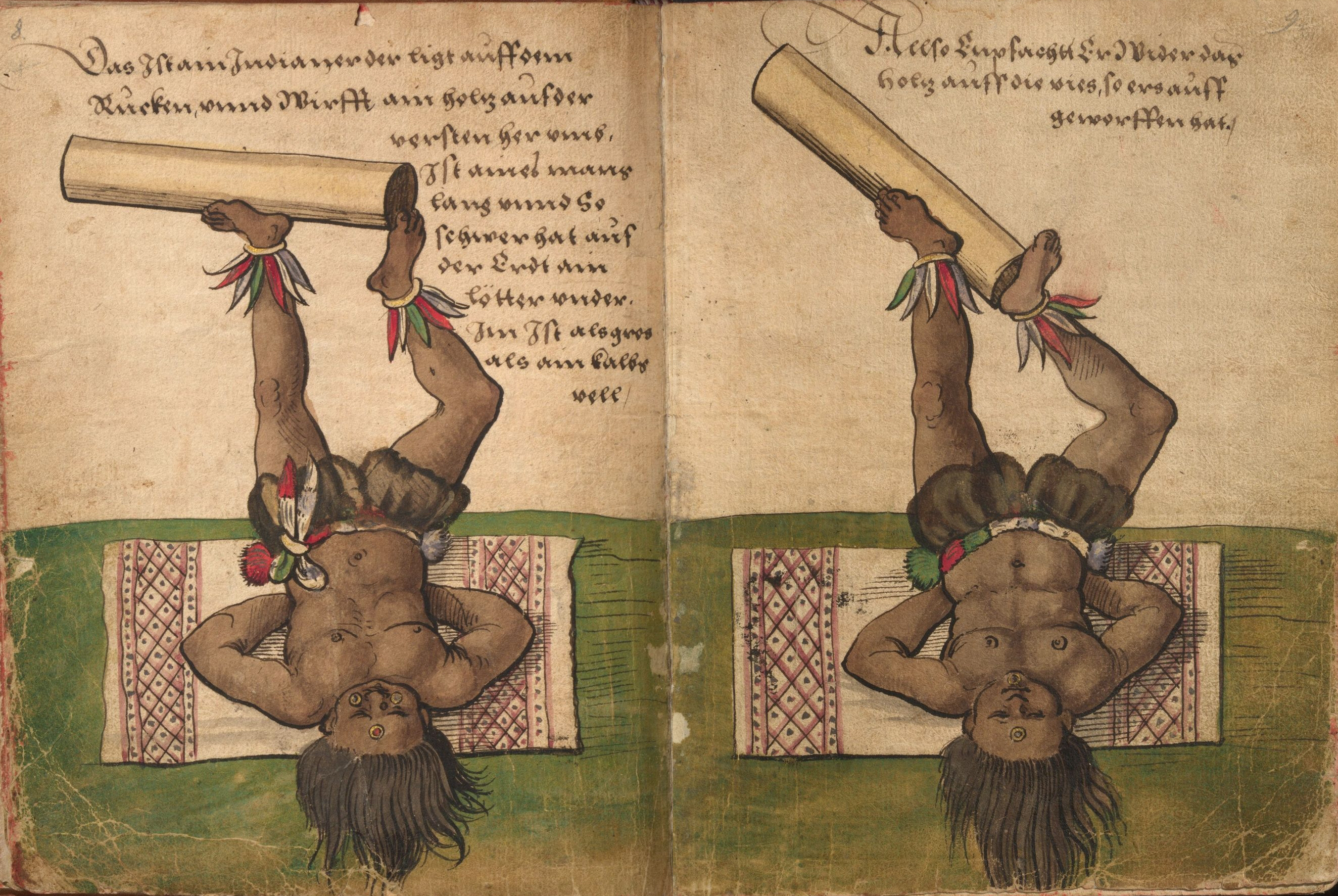
Das Ist ain Indianer der ligt auff dem Rucken, vnnd Wirfft ain holtz aus der versten heraus, Ist aines mans lang vnnd so schwer hat auf der Erdt ain lötter vnder Im Ist als gros als ain kalbs vell p. 8-9
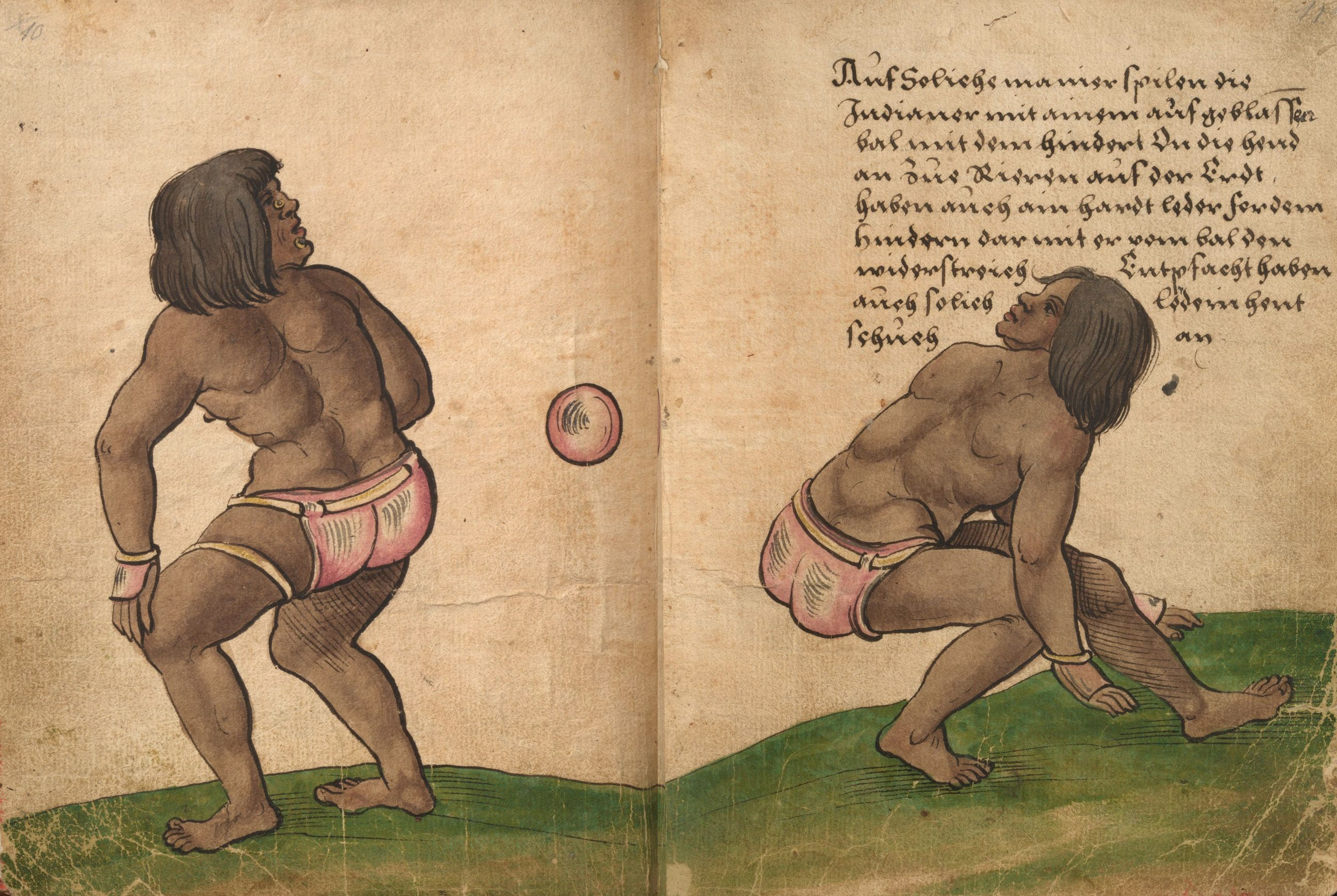
Indiens au jeu de balle p. 10-11
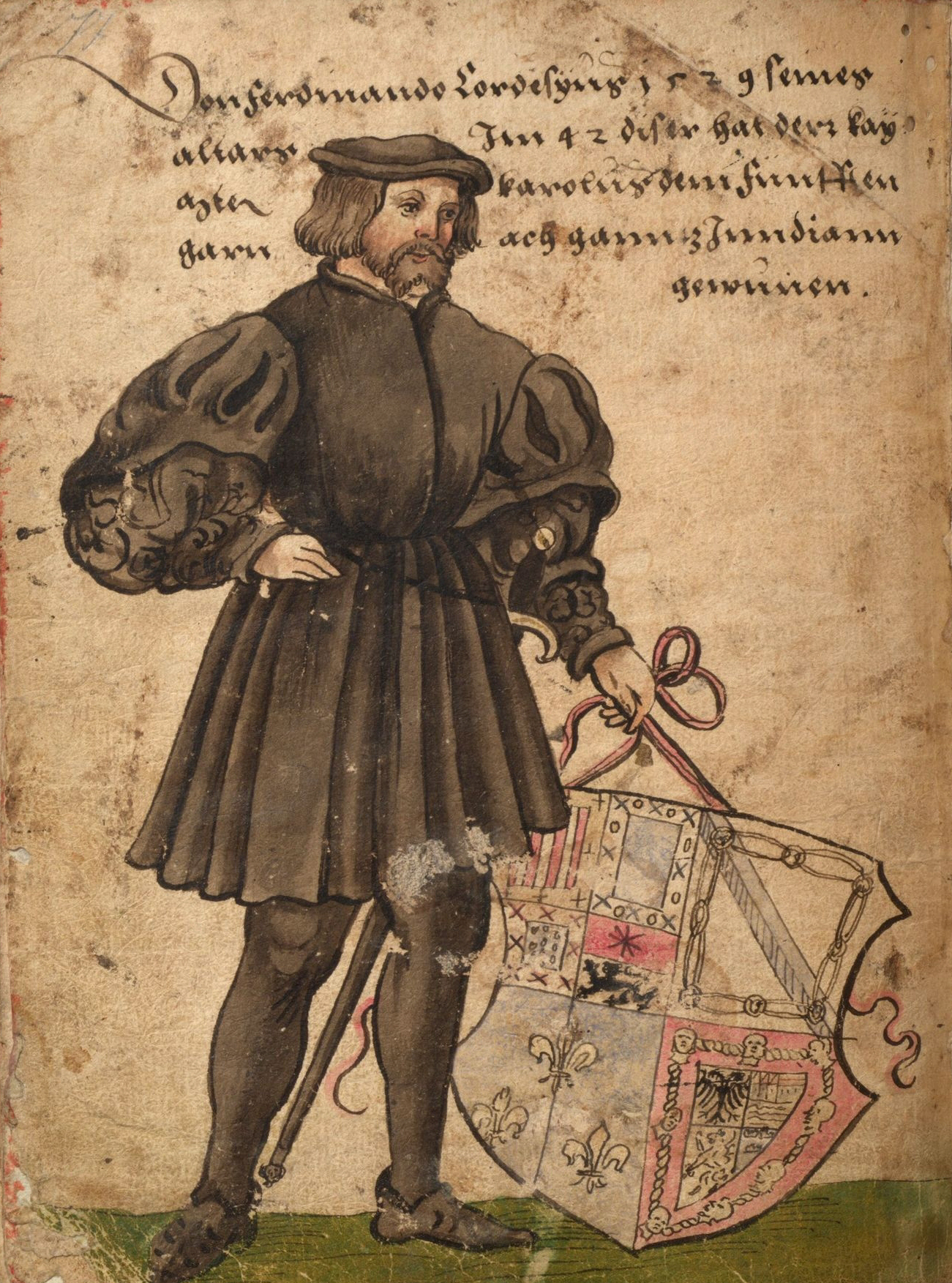
Hernán Cortés p. 77
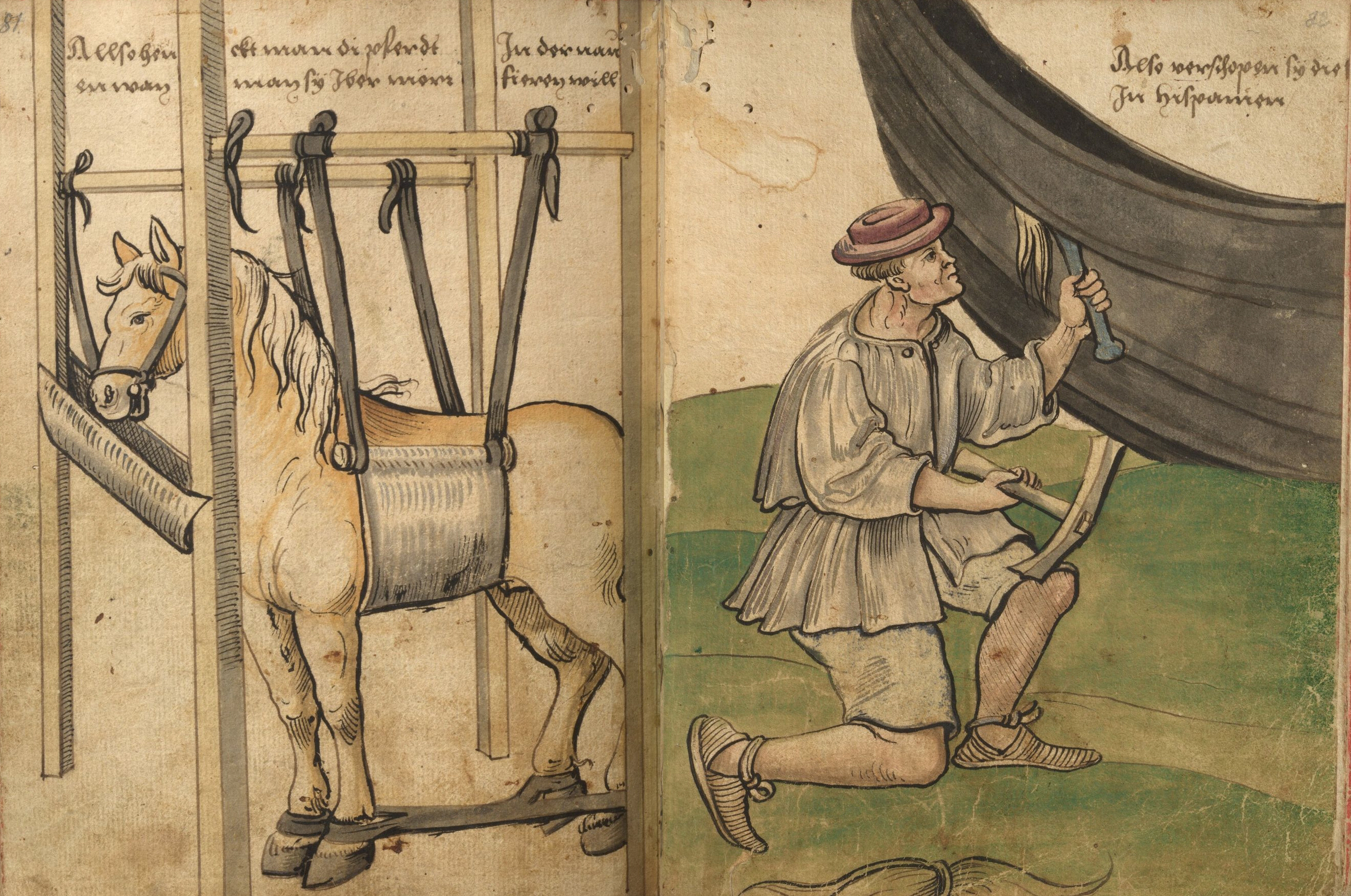
Wie die Pferde in die Schiffe verfrachtet werden p. 81-82

### Source de la traduction
- (de) Cet article est partiellement ou en totalité issu de l’article de Wikipédia en allemand intitulé « Christoph Weiditz » (voir la liste des auteurs).